# Weigsdorf-Köblitz
Weigsdorf-Köblitz (obersorbisch Wuhančicy-Koblica) ist ein Ortsteil der Gemeinde Cunewalde im Landkreis Bautzen.

## Geografie
Der Ort liegt in der Oberlausitz südlich von Bautzen an der Bundesstraße 96, die den westlichen Ortsteil durchquert. Weigsdorf-Köblitz befindet sich am westlichen Eingang des Cunewalder Tals zwischen Halbendorf im Westen und Cunewalde im Osten. Das Cunewalder Wasser fließt am nördlichen Rand des Ortes entlang in Richtung Spree. Im Ortsteil Weigsdorf befindet sich der Matschenberg, auch als Matschen bezeichnet, sowie der Weigsdorfer Berg.

## Geschichte
Weigsdorf und Köblitz wurden 1930 vereinigt und 1999 als Ortsteil nach Cunewalde eingemeindet.
1939 hatte die Gemeinde 875 Einwohner, 1946 – nach der Zuwanderung von Vertriebenen aus den ehemaligen Ostgebieten – waren es bereits 1095. Zu DDR-Zeiten stieg die Einwohnerzahl bedingt durch die industrielle Entwicklung und den Bau eines Plattenbau-Wohngebietes auf beinahe das Doppelte im Jahr 1990 (2127 Einwohner).

## Verkehr
In Weigsdorf-Köblitz zweigt die Staatsstraße 115 über Cunewalde nach Löbau von der Bundesstraße 96 (Bautzen–Zittau) ab. Von 1890 bis 1998 verfügte die Gemeinde zudem über einen Haltepunkt an der Bahnstrecke Großpostwitz–Löbau (bis 1928 nur bis Obercunewalde), an dem bis 1997 Personenzüge auf der Linie Bautzen–Löbau hielten.

## Sonstiges
Auf dem Matschenberg oberhalb von Weigsdorf-Köblitz befindet sich die Autocross-Strecke Matschenberg Offroad Arena.